# NGC 3857
NGC 3857 ist eine linsenförmige Galaxie vom Hubble-Typ S0 im Sternbild Löwe. Sie ist schätzungsweise 279 Millionen Lichtjahre von der Milchstraße entfernt, hat einen Durchmesser von etwa 80.000 Lj und ist ein Mitglied des Leo-Galaxienhaufens Abell 1367. 
 Im selben Himmelsareal befinden sich u. a. die Galaxien NGC 3859, NGC 3862, NGC 3868 und IC 2955.
Das Objekt wurde am 23. März 1884 vom französischen Astronomen Édouard Stephan entdeckt.